# 外屯乡
外屯乡，是中华人民共和国福建省南平市政和县下辖的一个乡镇级行政单位。

## 行政区划
外屯乡下辖以下地区：
外屯村、黄坑村、车潭村、稠岭村、下坪村、洋屯村、湖屯村、吴场村和溪头村。